# Jardín Botánico Arturo E. Ragonese
El Jardín Botánico Arturo E. Ragonese es un jardín botánico de unas 26,8 hectáreas de extensión que se encuentra en Hurlingham. Pertenece al Centro de Investigación de Recursos Naturales del Instituto Nacional de Tecnología Agropecuaria.
Es miembro del BGCI y presenta trabajos para la Agenda Internacional para la Conservación en los Jardines Botánicos, siendo la sede de la Red Argentina de Jardines Botánicos, y su código de identificación internacional como institución botánica, así como las siglas de su herbario es BAB.

## Historia
El Ingeniero Agrónomo Arturo Enrique Ragonese (1909-1992) creó el "Jardín Botánico de Introducción y Aclimatación de Plantas" en 1947 ya que el Ministerio de Agricultura de la Nación impulsó la introducción y exploración de plantas útiles con vistas a la mejora de los cultivos, ubicándose en el Centro Nacional de Investigaciones Agrícolas (CNIA) en Castelar. La Colección Sistemática y las Formaciones Ecológicas constaba de 3.500 especies vegetales.
En 1997, después de años de abandono, se nombra como directora del mismo a la Dra. Ana María Molina, quien inicia en 1998 un “Proyecto de Reactivación del Jardín Botánico”, denominándolo Arturo E. Ragonese, en homenaje a su impulsor y se inicia la búsqueda de patrocinadores, lo que se consigue en el 2003 con un subsidio otorgado por el Programa Invirtiendo en la Naturaleza-Argentina para el período 2004-2007.

## Características
- Altitud: 22 m s. n. m.,
- Promedio anual de lluvias: 1050 mm,
- Suelo: franco a franco arcilloso, poco profundo, neutro
- Clima: Templado
- Temperatura: mínima absoluta de - 7.8 °C, máxima absoluta de 40.5 °C y media de 16.3 °C,
- Vegetación natural del terreno: Pastizal de gramíneas

## Colecciones
Sus colecciones vivas están constituidas por: 
- Sección de Sistemática que ocupa una superficie de 10 hectáreas, donde las plantas se ubican y cultivan ordenadas por familias botánicas.
- Formaciones Fitogeográficas de Argentina, donde se incluyen los elementos florísticos más característicos de estas regiones naturales, como: 
  - «Pastizal Pampeano», con Achyrocline satureioides, Aloysia gratissima, Baccharis crispa, Discaria americana, Eryngium sp., Lepechinia floribunda, Cortaderia selloana, Paspalum quadrifarium, Acmella decumbens, Grindelia ventanensis, Caesalpinia gillesii, Plantago bismarckii, Poa iridifolia y Festuca ventanicola 
  - «Parque Chaqueño», con Acanthosyris Falcata, Schinopsis sp., Fagara coco, Quebrachia lorentzii, Astronium urundeuva, Tecoma lapacho, Ceratonia siliqua, Copernicia cerifera, Gourliea decortians 
  - «Parque Mesopotámico», con Victoria cruziana,  
  - «Selva Misionera»,
  - «Selva en Galería», etc.

También están representadas en otras colecciones distintas Comunidades Vegetales característica del territorio argentino, como son: plantas halófitas, psamófilas, plantas palustres y rupícolas.
También consta de un salón de usos múltiples, herbario, Bancos de Germoplasma y cultivo in vitro, biblioteca, Invernáculos, vivero y laboratorio de plantas aromáticas.

## Actividades
El jardín botánico Arturo E. Ragonese, cumple una función de conservación, preservando las especies amenazadas y en peligro de extinción. Desempeña una función didáctica, siendo un centro de aprendizaje, que brinda a las escuelas un aula viva donde aprender sobre el medio ambiente, las plantas y su cultivo. 
Representa también un lugar de ocio para toda la comunidad donde se brinda una educación sobre la Naturaleza y modo de respetarla, mediante las visitas guiadas. 